# Petelia medardaria
Petelia medardaria är en fjärilsart som beskrevs av Herrich-Schäffer 1856. Petelia medardaria ingår i släktet Petelia och familjen mätare. Inga underarter finns listade i Catalogue of Life.